# 鮫島重雄

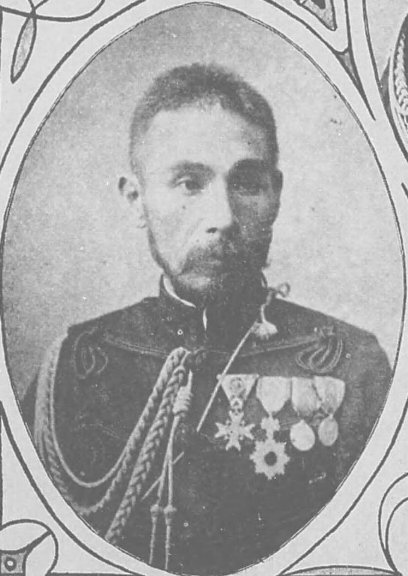
鮫島重雄

鮫島 重雄（さめしま しげお、嘉永2年9月6日（1849年10月21日） - 昭和3年（1928年）4月17日）は、日本の陸軍軍人。陸軍大将正三位勲一等功二級男爵。

## 経歴
薩摩藩士鮫島藤兵衛の次男として生まれる。
1871年（明治4年）、御親兵として陸軍入り。1873年（明治6年）1月から陸軍教導団に入営し、同6月陸軍伍長。1874年（明治7年）3月陸軍士官学校生徒、同9年陸軍少尉試補・東京鎮台附。台湾出兵に際して台湾蕃地征討軍に編入される。1875年（明治8年）3月、陸軍工兵少尉に任官、1877年（明治10年）2月から西南戦争に出征する。4月に工兵中尉に進んで第1旅団参謀を命ぜられるが、同10月帰還する。
1878年（明治11年）2月から工兵第1大隊中隊長に移り、1879年（明治12年）3月参謀本部管西局員、1881年（明治14年）4月工兵大尉、1883年（明治16年）2月には近衛師団参謀を命ぜられる。1885年（明治18年）7月に工兵第3大隊長心得、1886年（明治19年）3月陸軍大学校副幹事心得を経、同5月工兵少佐に進んで陸軍大学校副幹事。1887年（明治20年）6月監軍部参謀。1889年（明治22年）近衛師団参謀を経て、1894年（明治27年）6月18日工兵大佐・近衛師団参謀長に進んで1895年（明治28年）4月から日清戦争に出征する。日清戦後は中部都督部参謀長、1897年（明治30年）9月28日には陸軍少将に任官。
1900年（明治33年）4月25日に由良要塞司令官に就任し、1902年（明治35年）5月5日東京湾要塞司令官に移る。1904年（明治37年）9月5日に陸軍中将として大本営附を命ぜられて同10月日露戦争に出征する。戦中の12月1日第11師団長を拝命し、1906年（明治39年）4月1日勲一等旭日大綬章を受章。同7月6日第14師団長に移る。1907年（明治40年）9月21日、日清・日露戦役の軍功により男爵を授爵。1911年（明治44年）9月6日、陸軍大将昇任と共に後備役編入となる。1916年（大正5年）4月1日に退役した。退役後も14師団の置かれた宇都宮にとどまった。
1928年（昭和3年）薨去。重雄に後継者はなく、爵位は継承されなかった。宇都宮の別邸跡地は宇都宮グランドホテルになった。墓所は宇都宮市報恩寺。

## 栄典
位階
- 1891年（明治24年）12月28日 - 正六位[3]
- 1894年（明治27年）7月20日 - 従五位[4]
- 1897年（明治30年）10月30日 - 正五位[5]
- 1902年（明治35年）12月10日 - 従四位[6]
- 1904年（明治37年）12月16日 - 正四位[7]
- 1907年（明治40年）12月27日 - 従三位[8]
- 1911年（明治44年）9月30日 - 正三位[9]

勲章等
- 1889年（明治22年）11月29日 - 大日本帝国憲法発布記念章[10]
- 1891年（明治24年）5月28日 - 勲四等瑞宝章[11]
- 1895年（明治28年）
  - 12月14日 - 功四級金鵄勲章・勲三等瑞宝章[12]
  - 11月18日 - 明治二十七八年従軍記章[13]
- 1904年（明治37年）11月29日 - 勲二等瑞宝章[14]
- 1906年（明治39年）4月1日 - 功二級金鵄勲章、勲一等旭日大綬章、明治三十七八年従軍記章[15]
- 1907年（明治40年）9月21日 - 男爵 [16]
- 1915年（大正4年）11月10日 - 大礼記念章[17]